# Fly Sogn
Fly Sogn er et sogn i Viborg Domprovsti, Viborg Stift. Efter at Iglsø Kirke blev opført i 1895, blev Iglsø et kirkedistrikt i Fly Sogn. Da kirkedistrikterne blev afskaffet i 2010, blev Iglsø Sogn udskilt fra Fly Sogn.
I 1800-tallet var Fly Sogn anneks til Vridsted Sogn. Begge sogne hørte til Fjends Herred i Viborg Amt. Vridsted-Fly sognekommune blev ved kommunalreformen i 1970 indlemmet i Fjends Kommune, som ved strukturreformen i 2007 indgik i Viborg Kommune.
I Fly Sogn ligger Fly Kirke.
I Fly Sogn findes følgende autoriserede stednavne:
- Bregendal Mark (bebyggelse)
- Dalum (bebyggelse)
- Fly (bebyggelse, ejerlav)
- Fly Opmark (bebyggelse)
- Iglsø (bebyggelse, ejerlav)
- Nørkær (bebyggelse)
- Solgårde (bebyggelse)
- Tværagre (bebyggelse)
- Ulvekær (bebyggelse)
- Åkær (bebyggelse, ejerlav)

Forfatteren Jeppe Aakjær blev født i sognet og har navn efter bebyggelsen Åkær (dengang Aakjær).